# Sjukdom
Sjukdom è il quarto album studio del gruppo depressive black metal Svedese Lifelover.

## Tracce
1. Svart Galla – 4:28
2. Led By Misfortune – 3:07
3. Expandera – 3:49
4. Homicidal Tendencies – 1:43
5. Resignation – 3:36
6. Doften Av Tomhet – 5:03
7. Totus Anctus – 3:50
8. Alltid - Aldrig – 6:18
9. Bitterljuv Kakofoni – 4:14
10. Becksvart Frustration – 4:27
11. Nedvaknande – 2:50
12. Instrumental Asylum – 4:52
13. Utdrag – 3:16
14. Karma – 4:30

## Formazione

### Lifelover
- ( ) - voce principale, testi
- B - voce, chitarre, basso, pianoforte, testi
- LR - seconda voce, testi
- 1853 - testi (in Horans Hora, Becksvart Frustration e Nedvaknande)[2]

### Altri
- Gok - musiche, testi (in Bitterljuv kakofoni)
- P.G. (Reaktor 4) - voce (in Expandera)